# Platyzosteria atra
Platyzosteria atra är en kackerlacksart som beskrevs av M. Josephine Mackerras 1968. Platyzosteria atra ingår i släktet Platyzosteria och familjen storkackerlackor. Inga underarter finns listade i Catalogue of Life.